# شوكولاتة الروبي
شوكولاتة الروبي هي شوكولاتة بطبيعتها لها اللون الياقوت الرماني. تم تقديم هذه الشوكولاتة للعالم بعام 2017 عن طريق شركة Barry Callebaut. شركة الكاكاو البلجيكية السويسرية.
شوكولاتة الروبي هي شوكولاتة ذات مذاق جديد تماما فهي ليست مرة ولا بنكهة الحليب ولا حلوة. منذ عام 2004 اكتشف أحد خبراء الكاكاو أن مكونات بعض حبوب الكاكاو يمكن أن تنتج الشوكولاته بنكهة ولون استثنائي. ومنذ ذلك الحين تم البحث لكشف السر وراء هذا الامر مما ادى إلى اكتشاف حبوب الكاكاو الروبي. وتم إنشاء هذه الشوكولاتة الجديدة تماما. حبوب الكاكاو الروبي هي مثل العنب الاحمر الذي ينتج النبيذ الاحمر، أي ان حبوب الكاكاو التي تنتج شوكولاتة الروبي هي بالاصل ذات اللون الياقوتي الرماني. تنمو حبوب الكاكاو في دول مثل الاكوادور والبرازيل.
أول ظهور تجاري لهذه الشوكولاتة كان في عام 2018 عن طريق شركة kit kat. حيث قدمت شركة الكيت كات لوح شوكولاتة الروبي ذو النكهة الجديدة في اليابان وكوريا الجنوبية. بلغ ثمن لوح شوكولاتة الروبي 3.6 $
1. ↑  رقم وثيقة في السجل الفيدرالي: 2019-25325.